# Haussignémont
Haussignémont ist eine französische Gemeinde im Département Marne in der Region Grand Est. Sie hat eine Fläche von 2,83 km² und 311 Einwohner (2022). Die Gemeinde liegt an der Bahnstrecke Blesme-Haussignémont–Chaumont.
Nachbargemeinden sind: Blesme, Scrupt, Heiltz-le-Hutier, Thiéblemont-Farémont, Favresse und Dompremy.

## Bevölkerungsentwicklung
| Jahr                       | 1962 | 1968 | 1975 | 1982 | 1990 | 1999 | 2004 | 2009 | 2018 |
| -------------------------- | ---- | ---- | ---- | ---- | ---- | ---- | ---- | ---- | ---- |
| Einwohner                  | 298  | 277  | 213  | 202  | 208  | 206  | 242  | 291  | 295  |
| Quellen: Cassini und INSEE |      |      |      |      |      |      |      |      |      |

## Sehenswürdigkeiten
- Kirche Saint-Pierre-Saint-Paul, erbaut im 17. Jahrhundert